# Geoffrey Cornish
Geoffrey S. Cornish (* 6. August 1914 in Winnipeg, Manitoba; † 10. Februar 2012 in Amherst, Massachusetts, USA) war ein kanadischer Golfarchitekt, der vor allem durch seine Standardwerke zum Thema Golfarchitektur bekannt wurde. Hauptberuflich entwarf er über 200 Golfplätze in Kanada, den Vereinigten Staaten und Europa. Er spezialisierte sich darauf günstige, öffentliche Plätze zu bauen, die für ein breites Spektrum an Spielstärken geeignet waren.

## Leben
Cornish studierte Pflanzenbauwissenschaft an der University of British Columbia. Nachdem er dort seinen Bachelor erhalten hatte, setzte er sein Studium an der University of Massachusetts fort, wo er seinen Master sowie später auch einen Ehrendoktor erhielt.
1935 begann Cornish in Golfplatzdesign tätig zu werden und arbeitete für Stanley Thompson. Während des Zweiten Weltkrieges diente er in der kanadischen Armee und war von 1940 bis 1945 in Europa stationiert. Nach seiner Rückkehr nach Kanada wurde er wieder für Thompson tätig. 1952 machte sich Cornish in Amherst, Massachusetts selbstständig. 1967 trat er der American Society of Golf Course Architects (ASGCA) bei. Von 1975 bis 1976 fungierte er als Präsident der ASGCA und war neben Michael Hurdzan Ko-Vorsitzender des ASGCA History Committee.
Während seiner Karriere veröffentlichte Cornish eine Reihe von Büchern. The Golf Course und The Architects of Golf gelten als Standardwerke des Golfplatzdesigns. 1996 wurde er in die Canadian Golf Hall of Fame aufgenommen.

## Veröffentlichungen
- The Golf Course (1981) zusammen mit Ronald Whitten
- The Architects of Golf (1992) zusammen mit Ronald Whitten
- Golf Course Design zusammen mit Robert Muir Grave (1998)
- Eighteen Stakes on a Sunday Afternoon (2002)
- Classic Golf Design (2002)
- Golf Course Design: An Annotated Bibliography and Highlights of its History zusammen mit Dr. Michael Hurdzan, ASGCA (2005)

## Ehrungen
- 1981: GCSAA Distinguished Service Award
- 1982: ASGCA Donald Ross Award
- 1984: N.G.F. Outstanding Service Award
- 1991: Metropolitan New York GCSAA John Reid Lifetime Achievement Award
- 1992: Canadian GCSA John Steel Award
- 1996: Golf Course Builders Association of America Don Rossi Humanitarian Award
- 1996: Silver Medal of the British Institute of Golf Course Architects
- 2004: Distinguished Alumnus Award, University of Massachusetts
- Distinguished Service Award of the US National Golf Foundation